# Hydra 200
Hydra 200 — чип производства компании израильской компании Lucid — преемник предыдущего решения Hydra 100. Основная задача чипа заключается в обеспечении возможности объединения в одной системе видеокарт с графическими процессорами разных серий и производителей.

## Презентация и анонс
В 2008 году компанией впервые было представлено решение по объединению различных чипов в одной системе. Разработка получила название HYDRA Engine. Она состояла как из программной (драйверы), так и аппаратной части (Hydra 100).
В сентябре 2009 в рамках форума IDF израильские разработчики официально объявили о готовности чипа нового поколения, получившего название Hydra 200. Среди основных нововведений были заявлены большая эффективность и меньшее энергопотребление (до 6 Вт).

## Описание
Согласно анонсу производителя чип производится по 65-нм техпроцессу, поддерживает объединение чипов от Nvidia и AMD, объединённых в конфигурации из двух, трёх или четырёх ускорителей. Специально отмечается, что данный чип-коммутатор поддерживает стандарт PCI Express 2.0, может эффективно работать практически с любыми чипсетами, CPU и GPU, совместим с DirectX 9.0c, DirectX 10.1 и DirectX 11, а также полностью отвечает всем требованиям ОС Windows Vista и Windows 7.

## Реализации
Первоначально было заявлено, что первой материнской платой, содержащей данный чип, станет MSI Big Bang TRINERGY, однако она вышла с чипом NVIDIA nForce 200. Однако компания пообещала, что Hydra 200 выйдет в составе материской платы MSI Big Bang FUSION.
По состоянию на ноябрь 2009 года, данный чип представлен лишь в составе тестового стенда, предоставляемого для тестирования самой компанией.

## Дополнительные источники
- Lucid HYDRA — попытка обойти ограничения SLI и Crossfire
- IDF 2009: премьера чипа Lucid HYDRA 200
- Первые результаты тестирования Lucid Hydra 200
- Lucid Hydra 200: ускорение AMD Eyefinity за счет GPU NVIDIA
- Анонс платы ASUS R.O.G. Crosshair IV Extreme с «гидрой» на борту